# Paul Popplewell
Paul Popplewell, född 18 april 1977, är en brittisk skådespelare.
Popplewell har bland annat medverkat i filmerna 24 Hour Party People och Scoop. Han har även medverkat i TV-serien Casualty.

## Filmografi (i urval)
- 1996–2023 – Casualty (TV-serie)
- 2002 – 24 Hour Party People
- 2002 – In This World
- 2024 – Scoop